# 奧卡奧爾霍山

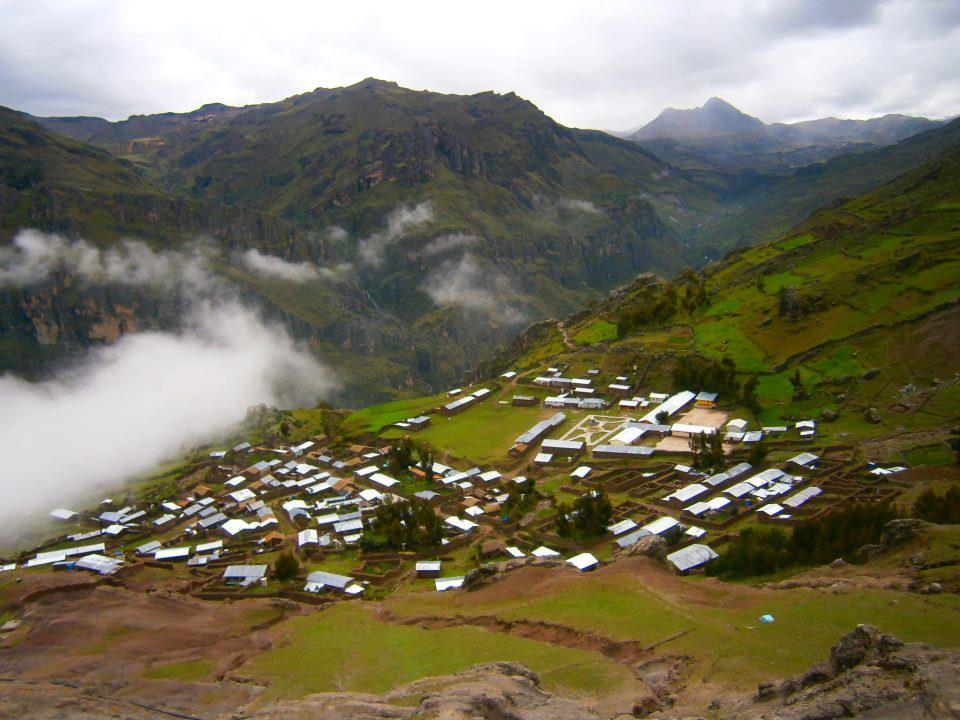

奧卡奧爾霍山（Awqa Urqu），是秘魯的山峰，位於該國中南部萬卡韋利卡大區，由卡斯特羅維雷納省的奧拉瓦區負責管轄，屬於瓊塔山脈的一部分，海拔高度4,982米。